# 山鹿孝起
山鹿 孝起（やまが たかゆき、1982年7月7日 - ）は、日本の映画監督、映画プロデューサー。東京都出身。埼玉県戸田市育ち。

## 経歴・人物
- 映像制作会社アスプロスドラーゴ、ワールドムービープロダクションに所属していた。

- 美術監督のYUKIはアバター

## 作品

### 映画
- BAD女ガール（2012年2月25日公開、主演：逢沢りな）監督・脚本・編集
- ゲバルト（2013年11月30日公開、主演：久保田秀敏）監督・脚本・編集
- 外道憤砕（2018年7月25日、主演：小沢仁志）プロデューサー
- 修羅の世界（2022年1月29日公開、主演：的場浩司）助監督
- 劇場版 山崎一門〜日本統一〜（2022年9月23日公開、主演：山崎一門）助監督
- BAD CITY（2022年12月9日 福岡先行 / 2023年1月20日 全国公開）ラインプロデューサー

### オリジナルビデオ
- 事件〜罠にはまる女たち〜（2011年、主演：桜ここみ）
- 殺し屋サチ（2011年、主演：成瀬心美）
- KANKIN 監禁（2011年、主演：矢吹杏）
- 艶密くノ一伝〜葉月篇〜（2011年、主演：佐山愛）
- 艶密くノ一伝〜楓篇〜（2012年、主演：紗奈）
- 万引きGメンは見た!（2012年、主演：バッドボーイズ）プロデューサー
- ブラック・コネクション（2012年）プロデューサー
- ブラックフェイス（2013年、主演：チェ・フィヨル）
- ブラックフェイス2（2013年、主演：チェ・フィヨル）
- ルーザー（2013年、主演：岩永洋昭）[2]
- ルーザー2（2013年、主演：岩永洋昭）
- WARU 下剋上（2013年、主演：中澤達也）
- 新年少バトルロワイヤル（2013年、主演：中澤達也）
- ゲバルト（2014年、主演：久保田秀敏）
- ゲバルト2（2014年、主演：久保田秀敏）
- 新年少バトルロワイヤル2（2014年、主演：中澤達也）
- 新年少バトルロワイヤル3（2014年、主演：中澤達也）
- 暗黒の戦い（2014年、主演：小沢和義）監督・脚本・編集
- 仁義なきやくざ（2015年）監督・編集
- 新宿黒社会 新宿やくざVSチャイニーズマフィア（2016年）監督・脚本・編集・プロデューサー
- 日本統一15-27（2016年-2017年・2018年、主演：本宮泰風・山口祥行）プロデューサー
- 極道純恋歌（2018年）助監督
- 日本統一外伝（2019年-） - 助監督
  - 日本統一外伝 川谷雄一（2019年）
  - 日本統一外伝〜山崎一門〜（2020年 - ）
  - 日本統一外伝 田村悠人（2021年）

### ミュージックビデオ
- ロリータ18号「現代社会における情緒欠落の関係と結末」（2005年）
- ロリータ18号「YES,PUNK ROCK」（2013年）